# Réaumur - Sébastopol metróállomás
A Réaumur - Sébastopol egy metróállomás Franciaországban, Párizsban a párizsi metró 3-as és 4-es metróvonalán. Tulajdonosa és üzemeltetője a RATP.

## Metróvonalak
Az állomást az alábbi metróvonalak érintik:
- 3-as metróvonal
- 4-es metróvonal

## Kapcsolódó állomások
A metróállomáshoz az alábbi állomások vannak a legközelebb:
- Sentier (Pont de Levallois - Bécon, 3-as metróvonal)
- Arts et Métiers (Gallieni, 3-as metróvonal)
- Strasbourg – Saint-Denis (Porte de Clignancourt, 4-es metróvonal)
- Étienne Marcel (Bagneux–Lucie Aubrac metróállomás, 4-es metróvonal)